# قائمة الويلزيين الحاصلين على جائزة نوبل
المدرجة أدناه هي قائمة تشمل الحاصلين على جائزة نوبل المولودين في ويلز. ويلز بلد داخل المملكة المتحدة ، وهذا يعني أن الحائزين على جائزة نوبل الويلزية مدرجون في قائمة الفائزين بجائزة نوبل لبريطانيا العظمى من قبل مؤسسة نوبل .
يبلغ عدد سكان ويلز حوالي 3 ملايين نسمة.  على أساس معدل دخل الفرد من عدد الحاصلين على جائزة نوبل تقارن بشكل إيجابي مع الدول الرائدة الأخرى الحائزة على جائزة نوبل. 

## الحائزين على جائزة نوبل

### السير كلايف غرانجر
ولد السير كليف غرانجر (من 4 سبتمبر 1934 إلى 27 مايو 2009) في سوانزي وحصل على جائزة نوبل التذكارية في العلوم الاقتصادية في عام 2003 ، وتقاسم الجائزة مع روبرت آنجل. 

### بريان ديفيد جوزيفسن
بريان ديفيد جوزيفسن هو عالم فيزياء ويلزي اشتهر بعمله الرائد في الموصلية الفائقة والأنفاق الكمية. الذي ولد عام 1940 في كارديف فاز بجائزة نوبل في الفيزياء عام 1973 للتنبؤ بتأثير جوزيفسون . 

### بيرتراند راسل
فاز الفيلسوف بيرتراند راسل (18 مايو 1872 - فبراير 1970) بجائزة نوبل في الأدب في عام 1950 «تقديرا لكتاباته المتنوعة والهامة التي يدافع فيها عن المثل الإنسانية وحرية الفكر».  ولد في تريلتش ، مونماوثشاير ، وقضى معظم وقته خارج ويلز، وتوفي في منزله في بلاس بنرين، بنرينودريث ، ميريونيثشاير .

### السير مارتن إيفانز
السيد مارتن جون إيفانز (من مواليد 1 يناير 1941 ، ستراود، غلوسيسترشاير) هو عالم ويلزي، وكان مع ماثيو كوفمان، أول من استنبط الخلايا الجذعية الجنينية في الفئران وزرعها في مختبر في عام 1981. وهو معروف أيضًا، إلى جانب ماريو كابيتشي وأوليفر سميثيس، بعمله في تطوير الفئران والتكنولوجيا ذات الصلة لاستهداف الجينات، وهي طريقة لاستخدام الخلايا الجذعية الجنينية لإنشاء تعديلات جينية محددة في الفئران. في عام 2007 ، شارك الثلاثة جائزة نوبل في علم وظائف الأعضاء أو الطب تقديراً لاكتشافهم ومساهمتهم في الجهود المبذولة لتطوير علاجات جديدة للأمراض لدى البشر.